# Jeroni Obrador
Jeronimo Guiem Obrador Rosselló (Mallorca, 7 d'octubre de 1979), més conegut com a Jeroni Obrador, és un dramaturg, director, actor i productor espanyol.

## Biografia
Jeroni Obrador va néixer el 7 d'octubre de 1979 a Santanyi, Mallorca.
El 2009 va obtenir la llicenciatura en Art Dramàtic, especialitat Interpretació Textual, a l'Escola Superior d'Art Dramàtic (E.S.A.D.) de Sevilla.
El 2010 va realitzar un Màster en Guió de Cinema i Televisió a la Universitat Autònoma de Barcelona (UAB) i el 2011 un postgrau en Teatroteràpia a l'Institut Superior d'Estudis Psicològics (ISEP).
Va començar la seva trajectòria artística com a actor el 1995 en un grup de teatre anomenat "Ses espigues del 79" al seu poble de Santanyí. Representaven comèdies mallorquines de Joan Mas com "Un senyor damunt un ruc" i "sa Padrina". Va formar part d'aquest grup teatral fins al 1999.
Posteriorment va començar amb obres teatrals més experimentals com "Deliri, obra per representar" de David Vélez, que també va dirigir, a la Casa de Quevedo a Torre de Juan Abad o "Àmen, Àmen" per a Teatre del Inodor a Còrdova. Ha representat el paper de Leonardo a "Bodas de Sangre" o de Teodoro en el "Perro del Hortelano" a Còrdova. El 2009 va fer "Jardí d'amors" dirigida per Roberto Quintana i "Història d'un zoo". També va participar com a actor a la pel·lícula cinematogràfica "El petit paradís" d'Alexandre de Follin, així com en una gira internacional al paper d'Emperador a "L'arquitecte i l'emperador d'Assíria".
És sobretot conegut per la seva extensa investigació en l'àmbit de la cultura emocional, i actualment per la creació d'un nou gènere teatral anomenat "Ànima" que sorgeix d'aquesta investigació i posa en valor l'autogestió emocional mitjançant la tècnica actoral, objectiu de la seva investigació i de la seva font de creació. El manifest del gènere teatral "Ànima" ha estat publicat per diversos mitjans de comunicació afins al món del teatre i el cinema.
Entre els seus textos més reconeguts es troba l'obra de teatre "La Guerra de les imatges", publicada el 2011, qualificada pel diari El Tiempo de Colòmbia com a "la tragicomèdia dels indignats del món".
Entre els seus treballs destaquen les direccions de les obres "Parasceve" de Blai Bonet; "L'arquitecte i l'emperador d'Assíria" de Fernando Arrabal, amb el beneplàcit de l'autor tant a la seva traducció al català com a la seva escenificació; "Vivir Somiant", un espectacle de danzateràpia amb l'escriptora Paquita Ferragut.
Obrador també ha deixat empremta amb textos propis, com "Bernat" i "Magallanes.0". Aquesta última obra, que li va valer la nominació com a millor actor protagonista als Premis MAX a Rodo Gener, va ser part del programa oficial del Ministeri de Cult
ura d'Espanya per al V Centenari de la Primera Volta al Món i de la Xarxa Mundial de Ciutats Magallàniques. Posteriorment, va ser produïda a Argentina, Uruguai i Paraguai per productores llatinoamericanes.
Obrador ha realitzat gires per Espanya, Alemanya, Colòmbia, Argentina, Uruguai, Mèxic, Xile, Holanda.
Ha treballat com a ajudant de direcció i dramatúrgia a "La casa de Bernarda Alba" de El Vacie - TNT / ATalaya. i amb A. Jodorowsky en el seu teatre psicomàgic.
Va participar amb la seva investigació "Cultura Emocional" al DIRECTOR´S LABMED del Teatre Lliure de Barcelona que es va dur a terme al juliol de 2020.

## Obra

### Com a director
- "Ànima" 2021 (coproducció Teatre de Petra, patrocinat per Teatre Principal de Santanyí, col·laboració amb el Consell Insular de Mallorca)
- "Magallanes.0" 2019 (Programa oficial Xarxa Mundial de Ciutats Magallàniques i V Centenari de la Primera Volta al Món.)
- "Bernat" 2019. (Centenari Bernat Vidal i Tomàs.)
- "Oficis de Carrer", Teatre Breu de Blai Bonet. Fundació San Josep Obrer. Maig 2017. Estrena Teatre Principal de Santanyí.
- "Salomé, els set vels". Guanyadora del concurs Teatre Principal Palma, Març 2017.[6]
- "Narco", estrena Fira B! Setembre 2015.[7]
- "L'Arquitecte i l'emperador d'Assíria", estrena Teatre Principal Palma. Octubre 2015.[8]
- Director del Projecte artterapèutic "Vivir Somiant" de l'escriptora amb PCI Paquita Ferragut. 2012- 2015. Estrenat a la plaça Espanya.[9]
- Ajudant de Direcció "Amor de mis Amores" de Cristóbal Jodorowsky, Estrena, Setembre 2013. Buenos Aires.
- Director "Crimme Dinner" Teatre en Alemany, Das PopHaus. Estrena, Juny 2013.
- Director "La guerra de les imatges. Teatre Quinze de Maig, Estrena el 15 de Maig de 2013 a la Porta del Sol de Madrid.
- Director "Parasceve"
- de Blai Bonet, per a Tshock Cultura Emocional. Desembre 2012. Finalista V CENIT, Sevilla.
- Ajudant de direcció "Pares, Mares, Fills i Filles" de Cristóbal Jodorowsky. Estrenat el 18 de Març al Teatre Quintero, Sevilla.
- Director "Coran 45321", Tshock. Sevilla-Mallorca. 2010-2011.
- Ajudant Direcció en "La casa de Bernarda Alba" TNT, Sevilla. Actualment.
- Direcció Espectacle d'Òpera: "Elles" per a Tomeu Estelrich, Claustre de Sant Domingo, Inca. Mallorca. 5 persones. Juliol-Setembre 2006.
- Direcció i actuació, a l'obra de teatre: "Deliri Obra per representar" de David Vélez. Grup Katarsis teatre. Casa de Quevedo, Torre de Juan Abad. Ciutat Real. 16 persones. Juliol-Agost 2003

### Com a dramaturg
- "Ànima", 2021, (coproducció Teatre de Petra, patrocinat per Teatre principal de Santanyí, col·laboració amb el Consell Insular de Mallorca)
- "Magallanes.0", 2019 (Programa oficial Xarxa Mundial de Ciutats Magallàniques i V Centenari de la Primera Volta al Món.)
- "Bernat", 2019. (Centenari Bernat Vidal i Tomàs.)
- Salomé, els set vels. 2017. Guanyadora del concurs Teatre Principal Palma, Març 2017.
- "Narco", estrena Fira B! Setembre 2015.
- Versió i traducció al català recolzada per D. Fernando Arrabal de "L'Arquitecte i l'emperador d'Assíria" estrena Teatre principal Palma. Octubre 2015.
- Ajudant de Dramatúrgia de Cristóbal Jodorowsky en els muntatges, "Pares, Mares fills i filles" Sevilla 2012. I "Amor de mis amores" Buenos Aires Agost-Setembre 2013.
- "La guerra de les imatges" Editat per Jirones de Blau, 2011, Sevilla. Estrenada a la Porta del Sol de Madrid el 15 de Maig de 2013.
- “Coran 45321”, productora Tshock. Gira 2010-11. Andalusia i Balears.
- Ajudant i assessor de Dramatúrgia en “La casa de Bernarda Alba” Gitanes del Vacie-TNT. De Pepa Gamboa. Sevilla, setembre de 2009. Gira nacional i 8 premis a diferents categories del muntatge. Gira 2009-Actualitat.
- Assaig d'interpretació: “Sobre la creació del caràcter”; publicat per Editorial Bubok., Maig 2009.
- Dramaturg de "Recorda, repeteix-ho sempre: re és una nota que sona malament" en "I Trobada de joves artistes de Mallorca" Setembre 2007.
- Dramaturg: "¿Quién pagará la Hipoteca, quién?" per a Chispón Teatro, Còrdova; gira 2006-2007 (festival de teatre FITEC, Madrid. trobada de circ la carlota 06/07. concurs de begudes saludables, Huelva. Centre Cultural Juan 23./06 juny)
- Dramatúrgies sense publicar: "Karaoke Educador Show", "Per a majors de cinquanta", “Farines Fergusson” (Teatre per a discoteca) actualment en període d'assaigs.

### Com a actor
- Mestre de cerimònies de la peça teatral "Ànima" el 4 de juliol de 2021
- Veu guia en l'audiovisual "Agraïr haver nascut" amb l'actriu Lara Martorell, 4 de juliol de 2021
- Emperador a "L'arquitecte i l'emperador d'Assíria" de Tshock Produccions. Juliol 2017. Estrena a Festival FACYL (Salamanca)
- Esperit del present, "Christmas Carol", Teatre en Anglès, Isla Produccions. Desembre 2014-2016, Palma.
- Coach de la pel·lícula "Posar-se al dia" de Pep Bonet. AltaMar Produccions. Gener 2014.
- Veu al documental “La flor de l'ametller”, Brain Rain Audiovisuals. Juny 2013
- Soldat “Parasceve”, Tshock Cultura Emocional, Estrena Teatre Principal Palma, Desembre 2012- Desembre 2017.
- Personatge de Chris a “Le petit paradise” pel·lícula d'Alexandre de Follin, pendent de muntatge. 2011.
- Actor per al grup musical Entreveus, videopoema “Ecos” per a l'espectacle musical. Estrena Teatre Xesc Fortesa, 8 oct. 2010.
- “Coran”. En el paper de Cap. 2010-2011.
- Actor “Jardí d'amors” direcció: Roberto Quintana. Juny 2009.
- Actor “Història d'un zoo” direcció: Emilio Rivas. Maig 2009.
- Actor Cia. “Benjamín Soriano”, Sevilla. Obra: “Temps d'obscuritat, vida i obra de Juan de la Cruz”, com a Frai Juan Bautista, Octubre 2007-2008.
- Actor del "Gos del Hortolà" personatge: Teodoro, ESAD Còrdova Juny 2007
- Actor de "Bodas de Sangre" personatge: Leonardo, ESAD Còrdova, Juny 2006.
- Actor de "Àmen, Àmen" per a Teatre del Inodoro, personatge protagonista: Sacerdot. Còrdova; gira 2005-06 (Sala Metròpolis, Joan XXIII, Freak Town, Sala Duque de Rivas...)
- Actor Grup de teatre: "Ses espigues del 79". Representació comèdies mallorquines de Joan
- Mas, “Un senyor damunt un ruc”, “sa Padrina”... Mallorca, 1995-1999.
- Professor d'Interpretació actoral per a persones amb problemes de salut mental i dependència física Metges del món, Estel de Llevant, Aspaym, entre d'altres.

### Com a productor
- Fundador de la productora Tshock Cultura emocional, 2010-actualitat.
- Creador de la plataforma en línia per a formadors escènics Intelsoul, 2021.
- Sòcio Fundador de l'Associació Cultural i art terapèutica: Anagnòrisis-Can Timoner, de la qual va ser president des dels seus inicis en 2012 fins al 2016.
- Creador de les residències artístiques Sa Talaia i Can Timoner.

## Premis
- Guanyador Certamen “En motiu de Salomé” del Teatre Principal de Palma. 2017.
- Finalista V Cenit 2013. Cicus, Sevilla. Per "Parasceve" de Blai Bonet.
- Premi Europeu de la cultura Gitana a la concòrdia. Còrdova 2011. Per "La casa de Bernarda ALBA-TNT".[10]
- Menció d'Honor del Premi José María Vilches de la secretaria de Cultura de Mar de Plata.[11]
- Nominació a millor actor protagonista per la seva actuació en solitari a "Magallanes.0" a Rodo Gener[3] en els Premis MAX